# Австралийская птица-колокольчик
Австралийская птица-колокольчик (лат. Oreoica gutturalis) — вид певчих птиц отряда воробьинообразных. Птица среднего размера с серо-коричневым оперением сверху, светло-коричневым снизу, чёрным высоким хохолком и ярким чёрно-белым рисунком на лице, радужка жёлтого или оранжевого цвета. Обитает в засушливых внутренних районах Австралии, преимущественно на территориях со скудной растительностью. Основная песня австралийской птицы-колокольчика напоминает звуки колокольчиков, которые одевают на коров и верблюдов. Строит глубокое чашеобразное гнездо из веточек, коры и листьев в развилке дерева. В кладке обычно 2—3 яйца, инкубационный период продолжается 14—17 дней. Часто помещает в гнездо живых парализованных гусениц, которых съедают только что вылупившиеся птенцы. Птенцы остаются в гнезде 11—12 дней и не всегда умеют летать, когда покидают его.
Вид был описан Джоном Льюином в 1808 году под названием Turdus cristatus, которое уже использовалось ранее. Поэтому, первым считается описание Николаса Эйлуорда Вигорса и Томаса Уолкера Хорсфилда, данное в 1827 году. Вид был выделен в отдельный род австралийские птицы-колокольчики (Oreoica) Джоном Гульдом в 1838 году. Долгое время род относили либо к семейству свистуновых, либо к другим родственным семействам. В начале XXI века вместе с родами Aleadryas и Ornorectes он был выделен в семейство Oreoicidae. Международный союз орнитологов выделяет два подвида.

## Описание
Птица среднего размера с длиной тела 19—23 см и массой 56—67 г. По описанию австралийского орнитолога-любителя Грегори Мэтьюса, автора справочника «The Birds of Australia» 1910—1927 годов, общая длина самца австралийской птицы-колокольчика составляет 190—220 мм, его надклювья — 13—18 мм, крыла — 103—110 мм, хвоста — 73—90 мм, ноги — 24—28 мм. Общая длина самки — 202 мм, её надклювья — 15 мм, крыла — 99 мм, хвоста — 70 мм, ноги — 28 мм. По описанию американского биолога Эрнста Майра 1953 года длина крыла у номинативного подвида Oreoica gutturalis gutturalis составляет 101—111 мм, у подвида Oreoica gutturalis pallescens — 98—104,5 мм, длина хвоста — 75—81 мм.
Удлинённые перья на голове у австралийской птицы-колокольчика формируют «высокий узкий остроконечный хохол». Крылья закруглённые. Первостепенных маховых перьев десять. Шестое и восьмое перо имеют примерно равную длину, они короче седьмого пера и длиннее пятого, десятое (внешнее) перо самое короткое. В описании Мэтьюса, самые длинные первостепенные маховые перья — это третье, четвёртое, пятое, шестое. Они почти равной длины, иногда третье и четвёртое перья длиннее остальных. Седьмое перо короче, второе — ещё короче. Самое короткое первостепенное маховое перо — первое, его длина составляет около двух третей от длины второго пера. Второстепенные маховые перья длинные, примерно такой же длины, как второе первостепенное перо. Рулевых перьев двенадцать, они более короткие, чем у других представителей семейства, с квадратными кончиками, отношение длины хвоста к длине крыла составляет 0,72—0,75. По описанию Мэтьюса, хвост длинный и квадратный.
Радужка глаза у самца окрашена в контрастный красновато-оранжевый цвет, у самки — от жёлтого до красно-коричневого. Клюв чёрный и длинный, его длина почти достигает размеров головы. Клюв сжат по бокам, надклювье выгнуто, кончик слегка загнут вниз. И высота надклювья, и высота подклювья у основания клюва примерно равны его ширине. Несколько слабых вибрисс не покрывают овальные ноздри.
Ноги серые (или тёмно-пурпурные), длинные. Задний и средний пальцы с когтями имеют схожую между собой длину. Средний палец длиннее внешнего, который в свою очередь длиннее внутреннего. Коготь заднего пальца самый длинный.
У самцов подвида O. g. gutturalis центр лба, макушка и затылок чёрные. По сторонам головы от глаз до затылка оперение серое (или пепельно-серое), шея серо-коричневая сзади и по сторонам. Уздечка — область между глазом и клювом, — так же как и боковые части лба — белые, через глаз между хохлом и передней стороной щёки проходит чёрная полоса, которая продолжается по сторонам горла и на центральной части груди. По описанию Мэтьюса, белые перья спереди имеют чёрные кончики. Оперение сверху серо-коричневое, сзади — с каштановым оттенком. Верхняя сторона крыла тёмная, буровато-серая, кончики перьев выкрашены в бледный серовато-коричневый цвет, хвост коричневый. Грудь, бока и верхняя часть ног светлые, серовато-коричневые, брюхо кремово-белое, подхвостье тёмное охристое. Брюхо может часто мараться о землю и приобретать красный или тёмный оттенок в зависимости от почв в регионе. Самка номинативного подвида похожа на самца, хохол из чёрных удлинённых перьев присутствует, но лицевой рисунок у самки менее чёткий. Голова буровато-серая, подбородок и горло беловатые, нижняя часть тела светлее, чем у самца.
Подвид O. g. pallescens немного меньше и светлее номинативного. Особенно заметно более светлое оперение верхней части тела, лоб у самца более белый. Кроме того, у самцов этого подвида более короткое крыло, чем у самцов номинального подвида.

### Вокализация
Вокализация австралийской птицы-колокольчика очень звонкая. Песня мягко начинается с монотонных звуков, а затем усиливается. Заключительные три сигнала быстрые, последний звук — низкий и плавный. Эту песню обычно записывают как «pan pan panella», «dick-dick-the devil» или «did did did didee-dit». Её часто сравнивают со звоном коровьего или верблюжьего колокольчика или звуком, издаваемым камнем, брошенным в бассейн. Кроме того, в репертуаре австралийской птицы-колокольчика присутствуют позывки «chuck» или «chucka chucka chucka», а также «tut-tut-tut».
Английский натуралист Джон Гильберт дал следующее описание песни австралийской птицы-колокольчика, которое Мэтьюс привёл в справочнике птиц Австралии:

Вначале звуки исполняются настолько низко, что звучат так, будто птица на значительном расстоянии, а затем громкость постепенно увеличивается, пока не появляется над головой удивлённого слушателя, и это при том, что птица, которая их исполняет, оказывается, была всё это время на мёртвом дереве не более чем в нескольких ярдах.
Оригинальный текст (англ.)At first its note commences in so low a tone that it sounds as if at a considerable distance, and then gradually increases in volume until it appears over the head of the wondering hearer, the bird that utters it being all the while on the dead part of a tree, perhaps not more than a few yards distant.

## Распространение
Австралийская птица-колокольчик обитает в засушливых внутренних регионах Австралии. Предпочитает эвкалиптовые (Eucalyptus) лесные массивы, в частности «mallee», или участки с редкими деревьями и кустарниками родов акация (Acacia) и триодия (Triodia). По словам Гульда, птицы встречаются на всей южной части континента с востока на запад, но отсутствуют на севере. Птицы не отмечали в Тасмании или на других островах. Площадь ареала составляет 6 910 000 км².

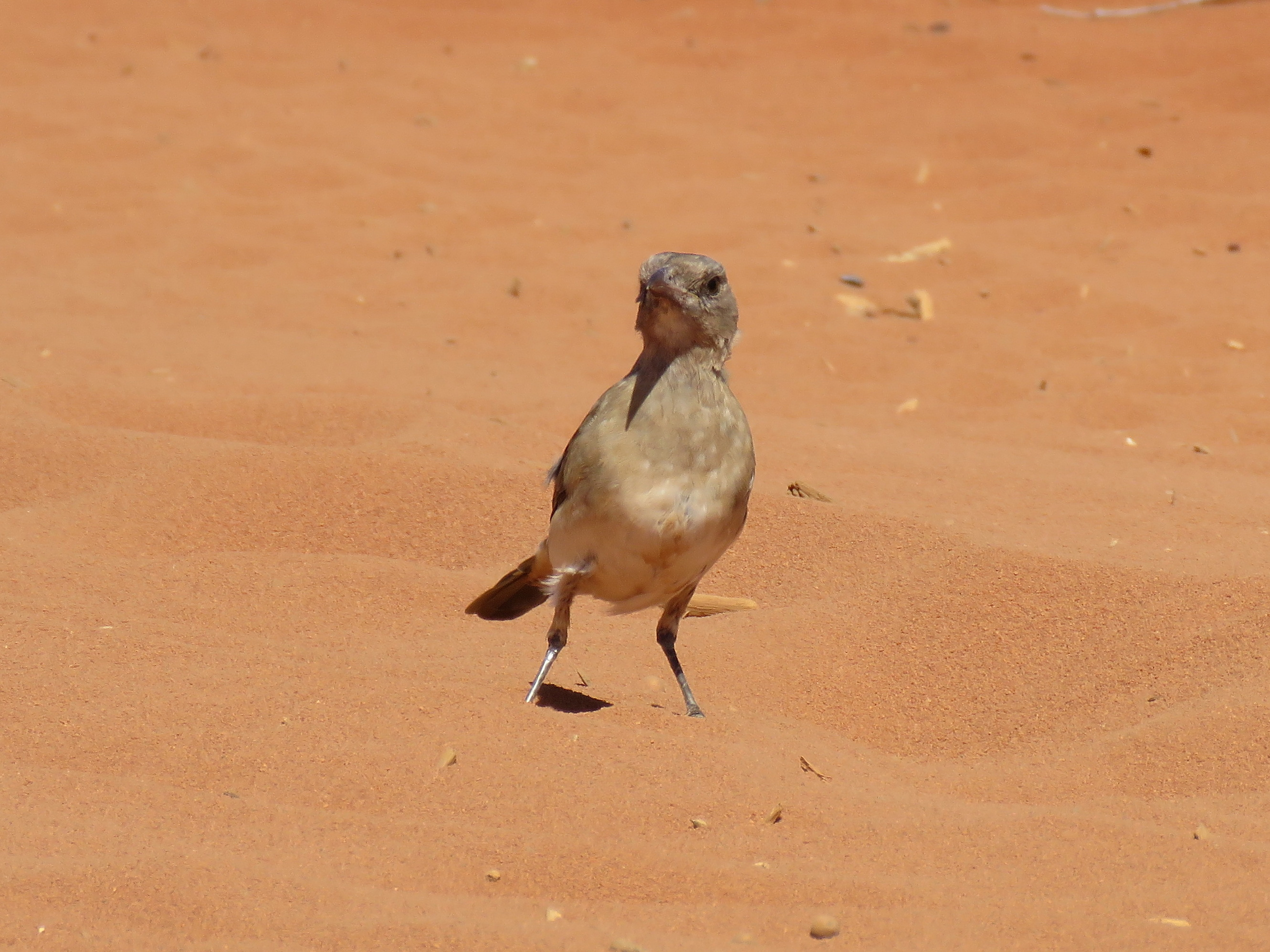
В Национальный парк Франсуа Перона

Ареал номинативного подвида включает юго-западную и южную часть штата Западная Австралия, южную часть штата Южная Австралия, южную и центральную часть Квинсленда, западную часть Нового Южного Уэльса и северную часть штата Виктория, или по словам Эрнста Майра «южные две трети Австралии». Подвид O. g. pallescens распространён на территории Западной и Южной Австралии, кроме тех регионов, где встречается номинативный подвид, на Северной территории, кроме северной её части, на западе и в центральной части Квинсленда. Австралийские птицы-колокольчики предпочитают холмы с малой растительностью и открытые участки леса. Их присутствие может служить индикатором скудных земель.
Птицы преимущественно встречаются во внутренних регионах континента и крайне редко приближаются к побережью. Вместе с тем на протяжении двух столетий птиц изредка отмечали в долине реки Хантер в Новом Южном Уэльсе, в окрестностях которой часто отмечают и других птиц, более характерных для внутренних регионов Австралии, в частности Gerygone fusca, Petroice goodenovii, Coracina maxima. В этом регионе юго-восточные ветра блокируются окружающими его горами, уровень осадков на ближайшей станции в деревне Локинвар составляет около 728 мм, в парке Бриндли (англ. Brindley Park) — 550 мм. Вместе с тем австралийскую птицу-колокольчик не наблюдали в регионе с 1993 года.
В части ареала австралийскую птицу-колокольчик можно встретить круглый год, в других регионах птицы, по-видимому, кочуют или перемещаются на зиму. Повторно отловленные помеченные птицы обычно находились на расстоянии не более 10 км от мест кольцевания, однако одна из птиц переместилась на 178 км, при этом промежуток между временем кольцевания и повторного отлова составил более 28 месяцев.
Международный союз охраны природы относит австралийскую птицу-колокольчика к видам, вызывающим наименьшие опасения (LC). Птицы широко распространены и в некоторых регионах встречаются довольно часто. Несмотря на это, номинальный подвид исчез более чем в 50 % своего ареала, в особенности на юге и на востоке континента, из-за потери среды обитания, связанной с фрагментацией лесов. Было обнаружено, что птицы не встречаются в небольших лесных массивах площадью 1000—5000 га. Причины сокращения численности в некоторых районах на востоке страны остаются неясными. В Южной Австралии его относят к видам под угрозой уничтожения. На севере Виктории встречается в национальном парке Муррей-Сансет.

## Питание
Рацион австралийской птицы-колокольчика в основном составляют насекомые или другие беспозвоночные, иногда семена. В Западной Австралии птицы любят пастись на свежевспаханных полях, так как там много гусениц. Один из натуралистов в начале XX века исследовал желудок подстреленной им птицы с помощью лупы и обнаружил в нём остатки гусениц и их волос.
Птицы предпочитают кормиться на земле или в густых невысоких кустарниках, лишь изредка поднимаясь выше. Пищу собирают с земли или с растительности. Крупную добычу бьют по твёрдой поверхности. Во время кормления могут присоединяться к смешанным стаям. Часто кормятся в небольших группах по три—шесть птиц.

## Размножение

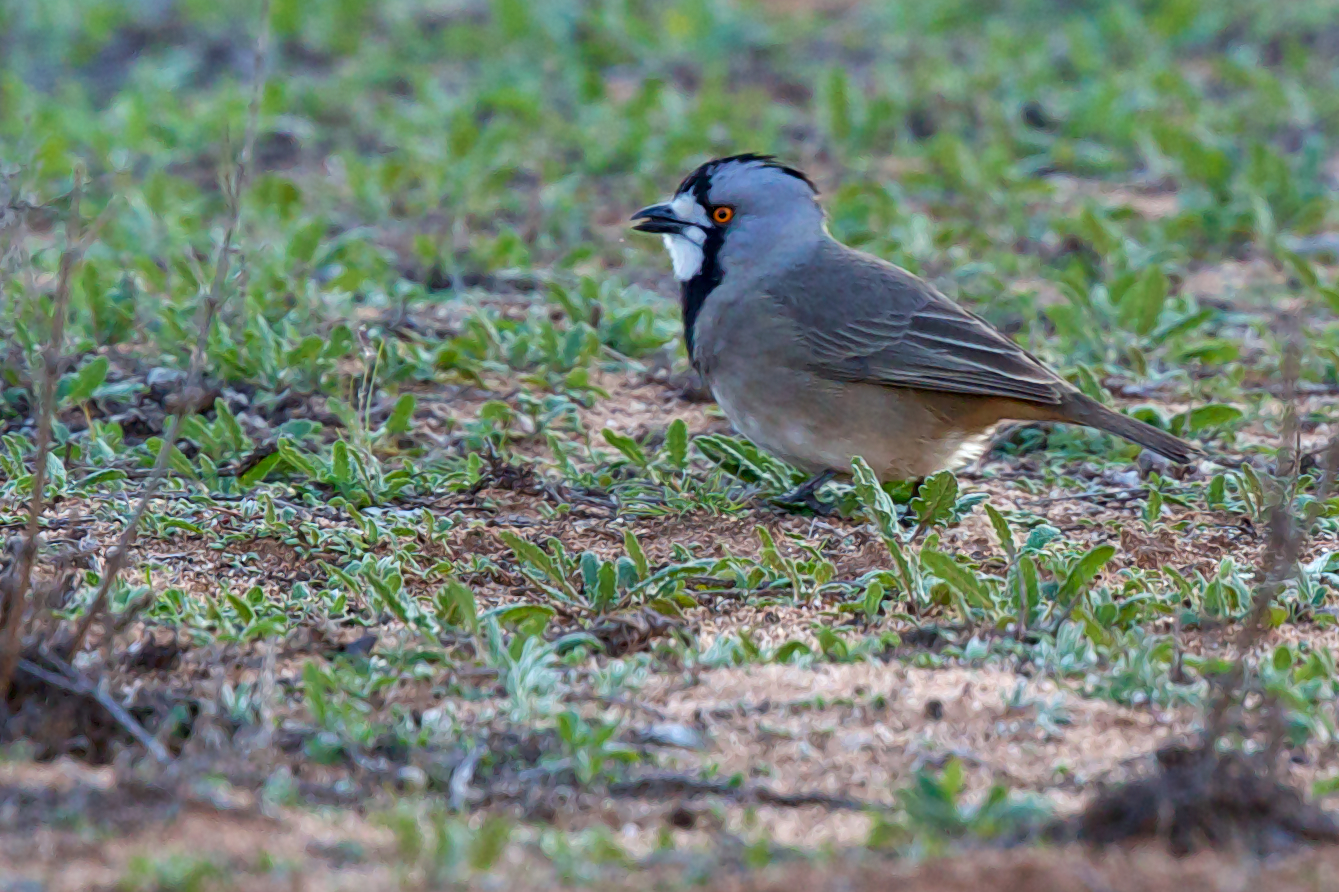
Самец в национальном парке Муррей-Сансет

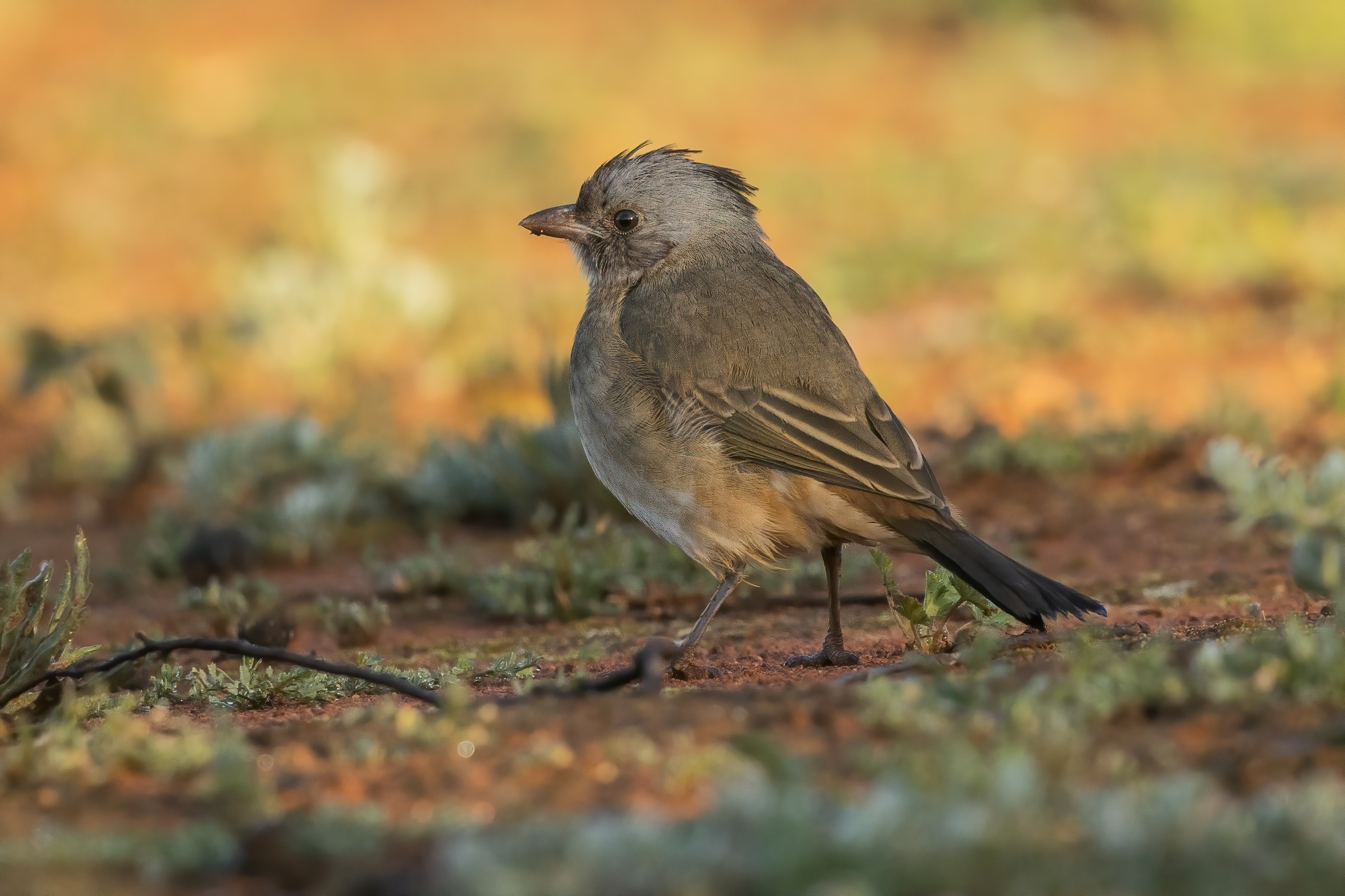
Самка в природном заповеднике Раунд-Хилл

В зависимости от уровня осадков возможны некоторые местные вариации сезона размножения австралийской птицы-колокольчика. Яйца находили в промежутке с конца июля по начало марта. По мнению Мэтьюса, сезон размножения продолжается с июля по январь, в северной части ареала — до марта.
Гнездо представляет собой глубокую чашу в развилке веток или ствола дерева или в густом кустарнике, в частности в зарослях ремнецветниковых (Loranthaceae) или в кроне ксанторреи (Xanthorrhoea), иногда в полом пне или стволе. Гнездо обычно расположено на высоте около 1,5 м над землёй, но встречались гнёзда на высоте от 0,2 до 3,8 м. Основными материалами при строительстве гнезда являются веточки, кора и листья, изнутри в него вплетают полосы коры и выкладывают его измельчённой корой, травой, корешками. Изредка при выстилке гнезда используется шерсть. Внешний диаметр гнезда составляет 12,7—14 см, высота — 15,2 см. Внутренние диаметр и глубина — 10,2 см и 6,4—7,6 см, соответственно. В строительстве гнезда принимают участие оба родителя.
В кладке обычно 2—3 (может быть 1—4) белых или бледных голубовато-белых яйца с бледно-серыми пятнами и чёрными, оливковыми или серыми отметинами на них. Пятна могут быть мелкими, равномерно распределёнными по яйцу, или большими, неравномерно распределёнными. Размер яиц составляет 24,6—28,4 мм на 19,6—21,1 мм (у Мэтьюса на основании различных исследований приводятся размеры 27—28 мм на 22 мм или 25—26 мм на 21 мм). Инкубация начинается незадолго до кладки последнего яйца и продолжается 14—17 дней. Насиживанием яиц занимаются оба родителя. В гнездо может подкладывать свои яйца бледная кукушка (Heteroscenes pallidus).
Часто перед откладкой яиц или непосредственно во время кладки птицы помещают живых, но слабых волосатых гусениц вдоль края гнезда или на его дно. Наличие гусениц в гнезде многократно упоминалось в цитатах в справочнике Мэтьюса, один из исследователей идентифицировал их как принадлежащих моли из рода Spilosoma, в частности в штате Виктория — Spilosoma obliqua. Описывая этот процесс, Эми Башон (Amy Baesjon) отмечала, что австралийские птицы-колокольчики оглушают гусениц, ударяя их несколько раз о твёрдую поверхность; со временем гусеницы всё равно могут расползаться из гнезда и птицы возвращают их обратно. По её мнению, только что вылупившиеся птенцы в первую очередь съедают этих гусениц, и только потом начинают принимать корм от родителей. Согласно другой теории, гусеницы нужны в качестве корма для родителя, который сидит на гнезде.
Птенцы появляются асинхронно и остаются в гнезде 11—12 дней. Когда взрослая птица выводит птенцов из гнезда, не все из них уже умеют летать. Маленькие птенцы имеют преимущественно коричневое оперение. На перьях крыла светлые штриховые прожилки, маховые и кроющие перья крыла с охристой каймой. Первый наряд молодых птиц похож на таковой взрослых самок, но на перьях крыльев остаются светлые края, а радужка — коричневая. Второй наряд повторяет оперение взрослых самок, только лицо и верхняя часть груди не полностью чёрные, а пятнистые, радужка светло-коричневая.
Птенцы вылупляются из 63—71 % отложенных яиц, до выхода из гнезда доживает 33 %.

## Систематика

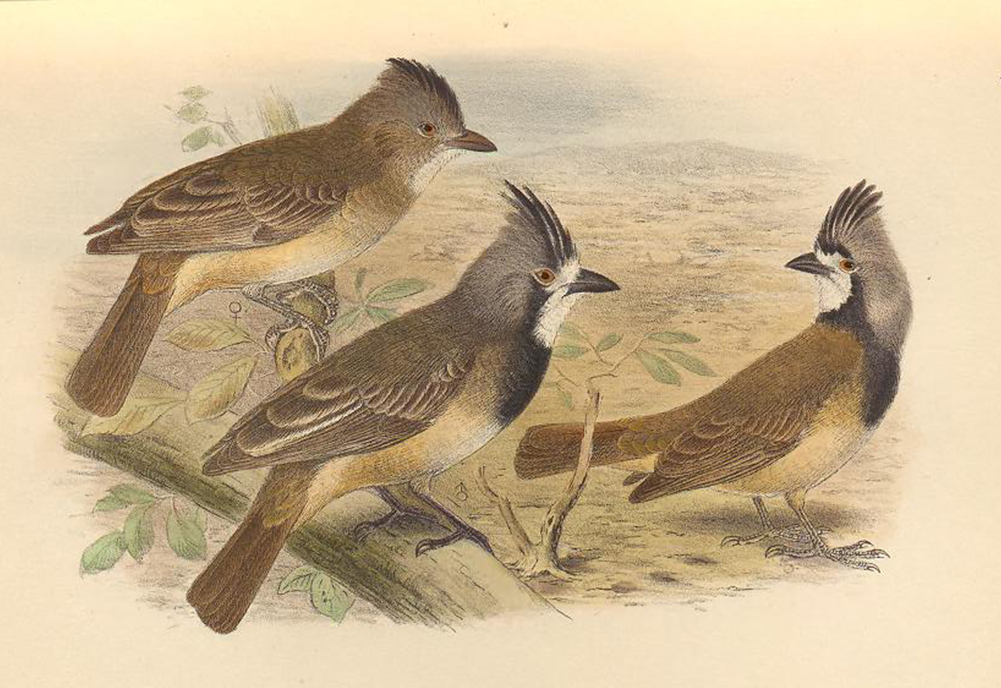
Иллюстрация из книги Мэтьюса «The Birds of Australia» 1923 года

Австралийская птица-колокольчик впервые была описана профессиональным иллюстратором Джоном Льюином в 1808 году. Он назвал вид Turdus cristatus, однако в 1781 году валлийский орнитолог Томас Пеннант уже использовал это название. Учёные расходятся во мнениях о том, где была обнаружена тушка для коллекции, Льюин не всегда отмечал эту деталь. Большинство экземпляров из его коллекции были обнаружены в окрестностях Сиднея, и некоторые учёные полагают, что это относится и к австралийской птице-колокольчику, так как для неё не указано обратное. Другие учёные отмечают, что в 1801 году Льюин путешествовал вверх по течению реки Хантер и мог получить экземпляр в этом регионе.
Более позднее описание австралийской птицы-колокольчика было дано ирландским зоологом Николасом Эйлуордом Вигорсом и британским зоологом Томасом Уолкером Хорсфилдом в 1827 году. Они назвали вид Falcunculus gutturalis (от лат. gutturalis — «на горле»), им и приписывается авторство таксона. Птица из коллекции ботаника Роберта Броуна, на которой было основано это описание, судя по отметкам последнего, была найдена на островах около Австралии в декабре 1803 года. По всей видимости, это утверждение ошибочное, так как Броун был также в окрестностях Сиднея и в долине реки Хантер, а дополнительные заметки делал спустя несколько лет. Британский орнитолог Джон Гульд в 1865 году писал, что австралийская птица-колокольчик не встречается на островах Бассова пролива. Вид был выделен в род Oreoica (от греч. oreioikos — «живущий в горах») Гульдом в 1838 году. В источниках XIX и начала XX веков использует название Oreoica cristata.
Мэтьюс в многотомном справочнике «The Birds of Australia» выделил шесть подвидов австралийской птицы-колокольчика. К 1953 году многие из них были объединены, и Эрнст Майр выделял только два подвида. Международный союз орнитологов также выделяет два подвида:
- Oreoica gutturalis pallescens Mathews, 1912 — западная, центральная и северная часть Австралии;
- Oreoica gutturalis gutturalis (Vigors & Horsfield, 1827) — юго-западная, южная и восточная часть Австралии.

На рубеже XX и XXI веков на основании молекулярных исследований было предложено выделить австралийскую птицу-колокольчик и два других монотипичных рода Aleadryas и Ornorectes в семейство Oreoicidae. Все три рода были объединены в одно семейство nomen nudum в работе американских орнитологов Чарлза Сибли и Джона Алквиста 1985 года и в работах Джанетт Норман (Janette A. Norman) и других 2009 года. При этом Норман рассматривала возможность объединения видов в род Oreoica. Филогенетическое дерево, показывающее родственные связи внутри семейства, построил американский биолог Джек Думбахер в 2008 году. Учёные отмечают крайне малую схожесть птиц между собой с точки зрения морфологического и поведенческого анализа. Австралийские орнитологи Ричард Шодд и Лесли Кристидис считают схожим доступный для исследования песенный репертуар родов Oreoica и Ornorectes, а также очень длинные округлые заглазничные отростки, направленные над височной ямкой, у родов Oreoica и Aleadryas. Формальное описание семейства впервые появилось в 2014 году в работе Шодда и Кристидиса. Они предложили вслед за типовым родом назвать семейство англ. «australian bellbirds» (дословно «австралийские птицы-колокольчики»).